# Retraso del lenguaje
El retraso del lenguaje es un trastorno del lenguaje en el que un niño no desarrolla habilidades lingüísticas en el período habitual apropiado para su edad en su calendario de desarrollo. Afecta especialmente a los niños sordos a los que se priva de la lengua de signos. Se observa más comúnmente en niños de dos a siete años de edad y puede continuar hasta la edad adulta. La prevalencia registrada del retraso del lenguaje oscila entre el 2,3 y el 19 por ciento.
El lenguaje es una forma única de comunicación humana que implica el uso de palabras de una manera estándar y estructurada. El lenguaje es distinto de la comunicación. La comunicación es un proceso en dos etapas. La primera etapa es el proceso de codificación del mensaje en un conjunto de palabras (o signos en el caso de las lenguas de signos) y estructuras oracionales que transmiten el significado requerido, es decir, en lenguaje. En la segunda etapa, el lenguaje se traduce en comandos motores que controlan los articuladores (manos, cara, cuerpo, pulmones, cuerdas vocales, boca, lengua, dientes, etc.), creando así el habla.
Los retrasos del lenguaje son distintos de los retrasos del habla, en los que se retarda el desarrollo de los aspectos mecánicos y motores de la producción del habla. Muchos tienden a confundir el retraso del lenguaje con el retraso del habla o incluso con el hablante tardío. Todos estos tienen signos reveladores diferentes y factores determinantes. El retraso del habla parece ser más semejante al del hablante tardío en comparación con el retraso del lenguaje. El habla es la producción motora verbal del lenguaje, mientras que el lenguaje es un medio de comunicación. Debido a que el lenguaje y el habla son independientes, pueden retrasarse individualmente. Por ejemplo, un niño puede tener retraso del habla (es decir, no puede producir sonidos inteligibles del habla), pero no retraso del lenguaje porque usa una lengua de signos. Además, el retraso del lenguaje abarca la totalidad del progreso del desarrollo del lenguaje que se está ralentizando y no solo los aspectos del habla.
Los retrasos del lenguaje se reconocen comparando el desarrollo del lenguaje de los niños con los hitos del desarrollo reconocidos. Se presentan de varias maneras, ya que cada niño tiene un conjunto único de habilidades y deficiencias del lenguaje que son identificables a través de numerosas pruebas diagnósticas de cribado y herramientas diferentes. Hay diferentes causas que conducen al retraso del lenguaje; a menudo es el resultado de otro trastorno del desarrollo y el tratamiento requiere el análisis de las causas individuales únicas. La afección se observa con frecuencia tempranamente, entre los niños de dos y tres años de edad. Los retrasos tempranos del lenguaje solo se consideran factores de riesgo que conducen a trastornos del lenguaje más graves.

## Desarrollo del lenguaje
Los centros anatómicos cerebrales del lenguaje son el área de Broca y de Wernicke. Estas dos áreas incluyen todos los aspectos del desarrollo del lenguaje. El área de Broca es la porción motora del lenguaje en la circunvolución frontal inferior posterior izquierda e interviene en la producción del habla. El área de Wernicke es la porción sensorial del lenguaje en la parte posterior de la circunvolución temporal superior izquierda e interviene involucrada en la comprensión auditiva verbal.
Hay hitos reconocibles en el desarrollo del habla y el lenguaje en los niños. Para los niños con retrasos del lenguaje, los hitos en su desarrollo del lenguaje pueden ser diferentes o ralentizados. Estudios recientes han mostrado los diferentes hitos para los niños con retraso del lenguaje en comparación con los niños con desarrollo normal del lenguaje. Los retrasos del lenguaje a menudo se identifican cuando un niño se desvía de los desarrollos esperados en la cronología de los hitos típicos del desarrollo del habla y el lenguaje en los que los investigadores están de acuerdo.  Los niños pueden desviarse ligeramente de los límites de la cronología esperada; sin embargo, si se observa que un niño se desvía considerablemente de la cronología esperada, el cuidador del niño debe consultar con un especialista médico.

### Cronología de los hitos característicos del desarrollo del habla y el lenguaje
Esta cronología solo proporciona un resumen muy general y breve de los desarrollos esperados desde el nacimiento hasta los cinco años, cada niño aún puede presentar patrones de desarrollo variables, ya que esta cronología solo sirve como una guía general. Esta cronología es solo un modelo, existen otros modelos con respecto al desarrollo del lenguaje. El desarrollo del lenguaje sigue siendo un misterio teórico.

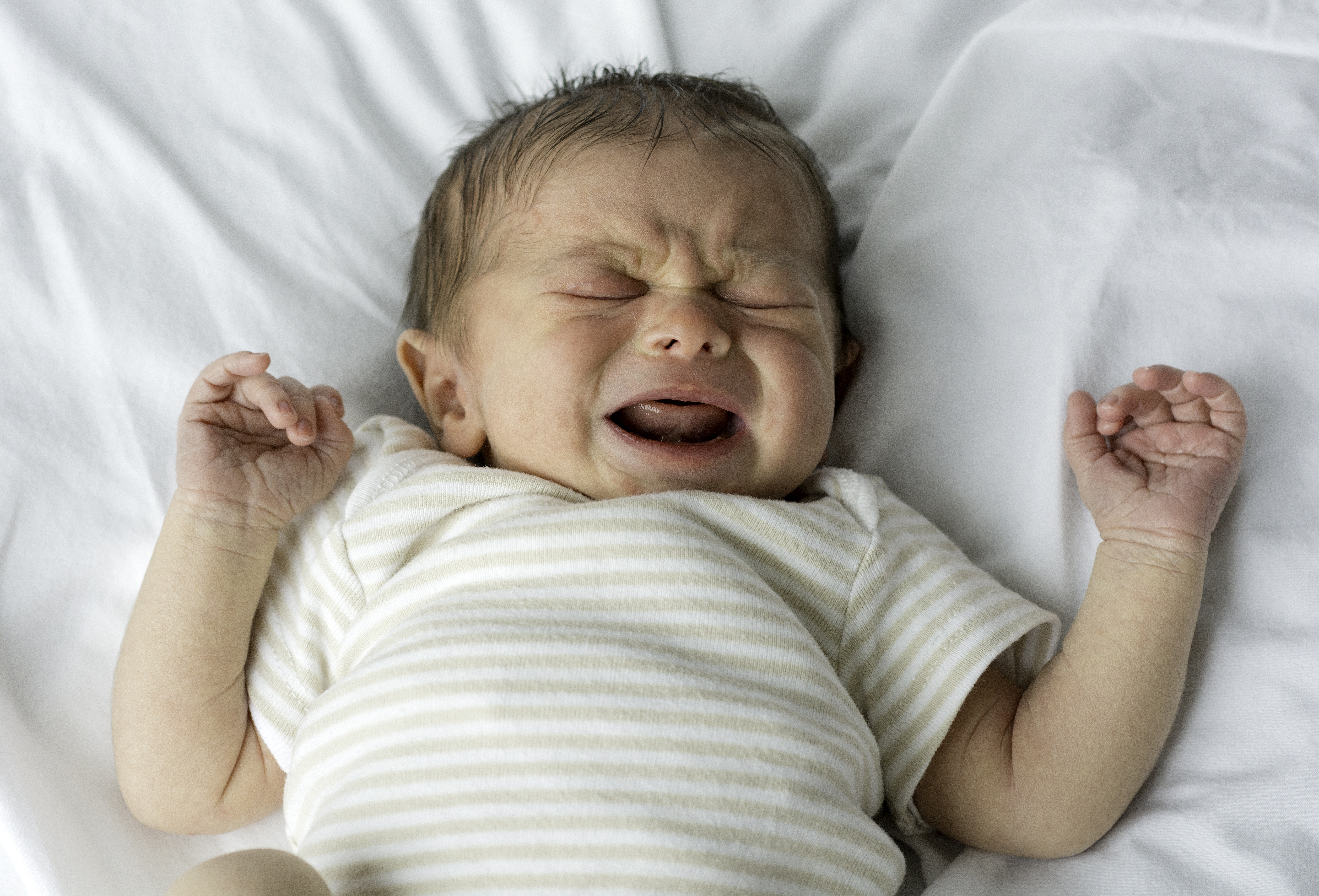
Bebé recién nacido: Aún no ha desarrollado habilidades lingüísticas, pero se comunica a través de acciones y sonidos como el llanto.

Alrededor de los 2 meses, los bebés pueden hacer sonidos de "arrullo". 
Alrededor de los 4 meses, los bebés pueden responder a las voces. Alrededor de los 6 meses, los bebés comienzan a balbucear y a responder a los nombres. 
Alrededor de los 9 meses, los bebés comienzan a producir términos apropiados de mamá/papá y son capaces de imitar una palabra a la vez. 
Alrededor de los 12 meses, los niños pequeños generalmente pueden decir una o más palabras. Pueden producir dos palabras con significado. 
Alrededor de los 15 meses, los niños pequeños comienzan a producir jerga, que se define como "vocalizaciones prelingüísticas en las que los bebés usan un acento y una entonación similares a los de los adultos". 
Alrededor de los 18 meses, los niños pequeños pueden producir 10 palabras y seguir instrucciones simples. 
Alrededor de los 24 meses, los niños pequeños comienzan a producir 2-3 palabras y frases en las que usan "yo", "mí" y "tú", indicando posesión. Son alrededor del 25 % inteligibles. 
Alrededor de los 3 años, los niños pequeños pueden usar el lenguaje en términos numéricos.
Según los hitos establecidos para los niños pequeños típicos, si el niño tiende a tener muchos retrasos o retrasos muy largos, se puede considerar que tiene retraso del lenguaje. Sin embargo, se requerirán pruebas adecuadas por parte de un profesional como un logopeda o la confirmación de un médico para determinar si un niño tiene retraso del lenguaje. Aunque estos hitos son los típicos de un niño, no deben seguirse estrictamente, ya que son meras pautas.

### Desarrollo del lenguaje en el retraso del lenguaje
El retraso temprano en el desarrollo del lenguaje se caracteriza por un lento desarrollo del lenguaje en los niños en edad preescolar. El desarrollo del lenguaje para los niños con retraso del lenguaje requiere más tiempo que la cronología general proporcionada anteriormente. No solo es más lento, sino que también se presenta en diferentes formas. Por ejemplo, un niño con un retraso del lenguaje podría tener habilidades lingüísticas más débiles, como la capacidad de producir frases a los 24 meses de edad. Pueden encontrarse a sí mismos produciendo un lenguaje que es diferente de las normas del lenguaje en los niños en desarrollo.

## Tipos de retraso del lenguaje
Un retraso del lenguaje se divide comúnmente en categorías receptivas y expresivas. Ambas categorías son esenciales para desarrollar una comunicación eficaz.
El lenguaje receptivo se refiere al proceso de comprensión del lenguaje, tanto verbal (hablado) como no verbal (escrito, gestual).Esto puede implicar obtener información de sonidos y palabras, información visual del entorno circundante, información escrita y gramática. El lenguaje expresivo se refiere al uso de oraciones (hechas de palabras o signos) para comunicar mensajes a otros. 
Permite a los niños expresar sus necesidades y deseos a las personas que los rodean, interactuar con otros y desarrollar sus habilidades lingüísticas en el habla y la escritura. Algunas habilidades del lenguaje expresivo incluyen juntar palabras para formar oraciones, ser capaz de identificar objetos en un entorno y describir hechos y acciones.

### Retraso del lenguaje receptivo
Los niños a los que se les diagnostica retraso del lenguaje receptivo tienen dificultades para entender el lenguaje. Pueden tener problemas con las habilidades del lenguaje receptivo, como identificar vocabulario y conceptos básicos, comprender gestos, seguir instrucciones y responder preguntas. La cantidad de habilidades lingüísticas con las que los niños tienen dificultades puede diferir mucho, ya que algunos tienen problemas con una sola habilidad y otros tienen problemas con varias.

### Retraso del lenguaje expresivo
Un niño diagnosticado con retraso del lenguaje expresivo (RLE) tiene problemas con el uso del lenguaje de alguna manera. Como este diagnóstico es muy amplio, cada niño diagnosticado con RLE puede ser muy diferente en términos de las habilidades lingüísticas con las que tiene problemas. Algunos pueden tener dificultades para usar las palabras y el vocabulario correctos, algunos tienen problemas para formar oraciones y otros no pueden secuenciar la información de manera coherente. Los síntomas del lenguaje expresivo se presentan de muchas formas y cada una se trata con diferentes métodos.

## Presentación y diagnóstico
Un retraso del lenguaje se identifica con mayor frecuencia alrededor de los 18 meses de edad con una revisión exhaustiva del bebé sano.Se presenta en muchas formas y puede ser comórbido o desarrollarse como resultado de otros retrasos en el desarrollo. Es importante recordar que los retrasos del lenguaje actúan y se desarrollan individualmente de manera diferente. El retraso del lenguaje es diferente de la variación individual en el desarrollo del lenguaje y es definido por los niños que se quedan atrás en la cronología de los hitos reconocidos.

### Pruebas diagnósticas de cribado
Las citas regulares con un pediatra en la infancia pueden ayudar a identificar signos de retraso del lenguaje. De acuerdo con la Academia Americana de Pediatría (AAP), la evaluación formal para el retraso del lenguaje se recomienda en tres edades: 9, 18, y 24–30 meses. La pruebas diagnósticas de cribado son un procedimiento en dos partes: primero, una evaluación general del desarrollo que utiliza herramientas como la Evaluación del Estado de Desarrollo de los Padres o el Cuestionario de Edades y Etapas (ASQ-3); y segundo, una prueba diagnóstica de cribado específica para el trastorno del espectro autista que utiliza herramientas como la Lista de Verificación Modificada Para el Autismo en Niños Pequeños. No todos los pacientes con retraso del lenguaje tienen trastorno del espectro autista, por lo que la AAP recomienda ambas pruebas para evaluar los retrasos en los hitos del desarrollo. Sin embargo, el Grupo de Trabajo de Servicios Preventivos de EE. UU. (última actualización en 2015) ha determinado que no hay evidencias suficientes para recomendar la detección del retraso del lenguaje en niños menores de 5 años. Otras comisiones nacionales, incluidos el UK National Screening Committee y el Canadian Task Force for Preventive Health Care, también han llegado a la conclusión de que hay evidencias limitadas sobre los beneficios de la detección de retraso  del lenguaje en todos los bebés.

### Signos y síntomas tempranos (señales de alarma)
Hay varias señales de alarma en la primera infancia y la niñez que pueden indicar la necesidad de una evaluación por parte de un pediatra. Por ejemplo, el retraso del lenguaje puede presentarse como una falta de gestos o sonidos comunicativos. El retraso del lenguaje en los niños se asocia con una mayor dificultad para leer, escribir, prestar atención o socializar. Además, la incapacidad de participar en intercambios sociales es un signo de retraso del lenguaje en todas las edades. Los déficits comunicativos en edades e hitos específicos pueden indicar retraso del lenguaje, entre ellos:
- No sonreír a los 3 meses.
- No girar la cabeza hacia los sonidos a los 4 meses.
- No reírse ni responder a los sonidos a los 6 meses.
- No sonreír a los 9 meses.
- No señalar y usar gestos a los 12 meses
- No producir más de 5 palabras a los 18 meses
- No producir más de 50 palabras a los 24 meses
- Perder el lenguaje o las habilidades sociales después de los 36 meses.[9][10][11][12]

Posteriormente, los signos importantes incluyen:
- Falta de habla
- Incapacidad para comprender, procesar o comprender el lenguaje que se le presenta al niño

### Consecuencias del retraso del lenguaje
El retraso del lenguaje es un factor de riesgo para otros tipos de retraso del desarrollo, incluidos el retraso social, emocional y cognitivo. El retraso del lenguaje puede afectar al comportamiento, la capacidad de lectura y escritura y las puntuaciones generales de CI. Algunos niños pueden superar los déficits de lectura y escritura, mientras que otros no. Otras afecciones asociadas con el retraso del lenguaje incluyen trastorno por déficit de atención/hiperactividad, trastorno del espectro autista y trastorno de la comunicación social.

## Causas
Los retrasos del lenguaje son los retrasos más frecuentes en el desarrollo y pueden ocurrir por muchas razones. Un retraso puede deberse a ser una  "persona de desarrollo tardío", un "hablante tardío" o a un problema más grave. Tales retrasos pueden ocurrir junto con la falta de reflejo de las respuestas faciales, la falta de respuesta o el desconocimiento de ciertos ruidos, la falta de interés en jugar con otros niños o juguetes, o la ausencia de respuesta del dolor a los estímulos.

### Factores socioeconómicos
Estatus socioeconómico
Los niños de familias de bajo nivel educativo tienen más probabilidades de sufrir retrasos y dificultades en el lenguaje expresivo. Si bien el desarrollo del lenguaje no se ve directamente afectado por el nivel socioeconómico de una familia, las condiciones que se asocian con el nivel socioeconómico afectan en cierta medida al proceso de desarrollo del lenguaje. El desarrollo temprano del vocabulario de un niño puede ser influenciado por el estatus socioeconómico a través del habla materna, que varía según el estatus socioeconómico de la familia. Las madres con niveles de educación superior son más propensas a usar un vocabulario rico y hablar mediante expresiones más largas cuando interactúan con sus hijos, lo que les ayuda a desarrollar su vocabulario productivo más que los niños de un nivel socioeconómico más bajo. 
La pobreza también es un factor de alto riesgo de retraso del lenguaje, ya que provoca la falta de acceso a terapias y servicios adecuados. La probabilidad de que aquellos que requieren una intervención temprana por retrasos del lenguaje realmente reciban ayuda es extremadamente baja en comparación con aquellos que realmente no la necesitan.

### Factores naturales/médicos
Pérdida de audición
El proceso de adquisición de habilidades lingüísticas de los niños implica escuchar sonidos y palabras de sus cuidadores y su entorno. La pérdida de audición provoca la falta de estas aportaciones de sonido, ello hace que estos niños tengan dificultades para aprender a usar y comprender el lenguaje, lo que finalmente conducirá a un retraso en las habilidades del habla y el lenguaje. Por ejemplo, pueden tener dificultades para formar oraciones, comprender el habla de otras personas o usar la gramática correcta, que son algunas de las habilidades lingüísticas que típicamente poseen los niños en desarrollo.
Autismo
Existe una fuerte evidencia de que el autismo está asociado generalmente con el retraso del lenguaje. Los niños con autismo pueden tener dificultades para desarrollar habilidades lingüísticas y comprender lo que se les dice. También pueden tener problemas para comunicarse de forma no verbal mediante gestos con las manos, contacto visual y expresiones faciales. El alcance de su uso del lenguaje está influenciado enormemente por su desarrollo intelectual y social. El rango de sus habilidades puede ser muy diferente y estar en extremos opuestos de un espectro. Muchos niños con autismo desarrollan algunas habilidades del habla y el lenguaje, pero no como los niños en desarrollo típico y con un progreso desigual. 
Sin embargo, el síndrome de Asperger, que se clasifica bajo el término genérico amplio de trastorno del espectro autista, no se asocia con el retraso del lenguaje. Los niños diagnosticados con el síndrome de Asperger tienen habilidades de lenguaje adecuadas, pero usan el lenguaje de maneras diferentes a las de los demás. Es posible que no puedan entender el uso de recursos del lenguaje, como la ironía y el humor o la reciprocidad de conversación entre las partes involucradas. 
Heredabilidad
Los genes tienen una gran influencia en la presencia de deficiencias del lenguaje. Los mecanismos neurobiológicos y genéticos tienen una fuerte influencia en la aparición tardía del lenguaje. Un niño con antecedentes familiares de deficiencias del lenguaje tiene más probabilidades de sufrir una emergencia tardía del lenguaje y deficiencias persistentes del lenguaje. También son 2 veces más propensos a ser hablantes tardíos en comparación con aquellos sin antecedentes familiares. 
Las anomalías genéticas también pueden ser una causa de retrasos del lenguaje. En 2005, los investigadores encontraron una conexión entre el retraso del lenguaje expresivo y una anomalía genética: un conjunto duplicado de los mismos genes que faltan en los pacientes con síndrome de Williams-Beuren. También llamado síndrome XYY a menudo puede causar retraso del habla. 
Gemelos
Ser gemelo aumenta la posibilidad de retrasos del habla y el lenguaje. Se cree que las causas de esto incluyen menos tiempo individual con los padres, el nacimiento prematuro de gemelos y la compañía de su hermano gemelo que reduce su motivación para hablar con los demás. 
Un estudio de los gemelos también ha demostrado que los factores genéticos tienen un papel importante en el retraso del lenguaje.Las parejas de gemelos monocigóticos (gemelos idénticos) registraron una mayor consistencia que las parejas de gemelos dicigóticos (gemelos fraternos), lo que revela que el retraso temprano en el vocabulario que experimentan los gemelos monocigóticos es atribuible a la etiología genética. Los factores ambientales que influyen en ambos gemelos también juegan un papel importante en causar un retraso temprano del lenguaje, pero solo cuando es transitorio. 
Género
Las investigaciones han demostrado que los niños corren un mayor riesgo de retraso en el desarrollo del lenguaje que las niñas. Casi todos los trastornos del desarrollo que afectan a la comunicación, el habla y el lenguaje son más constantes en los hombres que en las mujeres. Científicos británicos han descubierto que los niveles de la hormona sexual masculina (testosterona) estaban relacionados con el desarrollo tanto de autismo como de trastornos del lenguaje, lo que explica por qué los niños tienen un mayor riesgo biológico de trastornos del desarrollo.
Condiciones perinatales
Hay una alta prevalencia de retraso temprano del lenguaje entre los niños pequeños con parálisis del plexo braquial neonatal. El uso de las manos y los gestos son parte del sistema motor y se ha demostrado que guardan relación con los aspectos de comprensión y  producción en el desarrollo del lenguaje. Una interrupción en el uso de la mano/el brazo causada por esta condición durante las etapas del desarrollo del lenguaje podría causar que estos niños experimenten retrasos del lenguaje. 
El estrés durante el embarazo está asociado con el retraso del lenguaje. Los altos niveles de estrés prenatal pueden propiciar peores resultados intelectuales y del lenguaje en general. La exposición a sustancias químicas durante el embarazo también puede ser un factor que provoque retrasos del lenguaje.

### Factores ambientales
Comunicación interactiva y aportaciones de los padres
La privación psicosocial puede causar retrasos del lenguaje en los niños. Un ejemplo de esto es cuando un niño no pasa suficiente tiempo comunicándose con los adultos a través de formas como el balbuceo y la atención conjunta. La investigación sobre el desarrollo temprano del cerebro muestra que los bebés y los niños pequeños tienen una necesidad crítica de interacciones directas con los padres y otros cuidadores significativos para un crecimiento cerebral saludable y el desarrollo de habilidades sociales, emocionales y cognitivas apropiadas. 
Un estudio que examina el papel de la comunicación interactiva entre padres e hijos ha demostrado que el lenguaje de los padres hacia los niños pequeños con retraso del lenguaje difiere del lenguaje de los padres hacia los niños pequeños en desarrollo típico en términos de la calidad de la interacción. Mientras que los hablantes tardíos y los niños con desarrollo del lenguaje típico reciben información cuantitativa similar de los padres en términos del número de expresiones y palabras, se observa que los padres de los hablantes tardíos responden con menos frecuencia a sus hijos que los padres de los niños con desarrollo típico del lenguaje. Los padres de los hablantes tardíos tienden a cambiar o introducir temas con más frecuencia que otros padres para involucrar a sus hijos en más conversaciones en lugar de responder al habla de sus hijos. Tampoco parecen proporcionar un entorno adecuado para la participación de los niños, ni establecen rutinas que sirvan como plataforma para actos comunicativos con sus hijos. Esto, junto con el hecho de que responden con menos frecuencia a sus hijos, muestra que los padres de los hablantes tardíos no siguen el ejemplo de sus hijos. En cambio, estos padres tienen más probabilidades de adaptarse a la comunicación del niño, lo que resulta en un "ciclo de retroalimentación idiosincrásico" que empeora las dificultades del lenguaje del niño en lugar de ayudar con su adquisición del lenguaje.
Orden de Nacimiento
Los niños primogénitos crecen en un entorno que ofrece más posibilidades de interacción comunicativa con los adultos, lo que difiere de lo que experimentan sus hermanos menores. Es probable que los hermanos menores pasen menos tiempo individual con sus padres o tutores. Los hermanos mayores también tienden a hablar por sus hermanos menores, lo que les proporciona menos oportunidades de desarrollar sus habilidades lingüísticas.
Ver la televisión
Ver la televisión en exceso se asocia con el retraso en el desarrollo del lenguaje. Los niños que veían la televisión solos tenían 8,47 veces más probabilidades de tener retraso del lenguaje en comparación con los niños que interactúan con sus cuidadores mientras veían la televisión. Se ha comprobado que algunos programas de televisión educativos, como Las pistas de Blue, mejoran el desarrollo del lenguaje de los niños. Pero, como lo recomienda la Academia Americana de Pediatría, los niños menores de 2 años no deben ver televisión en absoluto y después de los 2 años no deben ver más de una o dos horas de programación de calidad al día. Por lo tanto, se debe evitar la exposición de estos niños pequeños a programas de televisión, especialmente a programas de televisión sin valor educativo. Los padres deben involucrar a los niños en más actividades de conversación para evitar retrasos relacionados con la televisión en el desarrollo del lenguaje de sus hijos, lo que podría perjudicar su rendimiento intelectual. Sin embargo, en un estudio realizado por el Dr. Birken del Hospital for Sick Children se descubrió que ver la televisión mientras interactúa con un padre o un cuidador es realmente beneficioso para los niños que son bilingües. El estudio duró cuatro años, de 2011 a 2015, y se basó en el informe de los padres y la observación del médico. Durante los cuatro años se descubrió que si un niño bilingüe interactuaba con un adulto mientras veía la televisión no sufría retraso del lenguaje y, de hecho, les ayudaba a desarrollar el inglés, su segundo idioma.

## Tratamiento
Los estudios no han encontrado evidencia clara de que un retraso del lenguaje pueda prevenirse mediante la capacitación o formación de profesionales de la salud en el tema. En general, algunos de los artículos de revisión muestran resultados positivos con respecto a las intervenciones en el retraso del lenguaje, pero no son curativas. Para tratar un retraso del lenguaje ya existente, un niño necesitaría terapia del habla y del lenguaje para corregir cualquier déficit. Estos terapeutas se pueden encontrar en escuelas, clínicas, a través de agencias de atención domiciliaria, y también en facultades donde se estudia Ciencias y Trastornos de la Comunicación. La mayoría de los niños pequeños con retraso del lenguaje se restablece a un parámetro normal a los cinco años de edad. 
Aparte de esto, aun así se recomienda que el padre del niño se involucre. Algunas formas en que un padre puede involucrarse para ayudar a mejorar el lenguaje y las habilidades del habla de un niño incluyen hablarle a su hijo con entusiasmo, participar en conversaciones que giren en torno a aquello en lo que el niño está centrado y leerle a su hijo con frecuencia. 
Las habilidades sociales y lúdicas parecen ser más difíciles para los niños con retraso del lenguaje debido a su menor experiencia en la conversación. Los logopedas utilizan métodos como indicaciones para mejorar las habilidades sociales de un niño a través de la intervención del juego. Si bien estudios recientes han detectado sistemáticamente que la intervención del juego es útil, se requiere más investigación para determinar la efectividad de esta forma de terapia. 
Desafortunadamente, todavía no hay muchos procedimientos y remedios que ayuden a los niños con retraso del lenguajeSin embargo, ha habido algunos métodos terapéuticos recientes que han provocado una mejora en los niños con retraso del lenguaje. Se ha observado que ciertos tipos de terapia muestran más o mejor progreso para los niños en comparación con la intervención logopédica habitual. Un ejemplo de ello es la equitación terapéutica. También se menciona en un estudio que los animales son una buena fuente de terapia para niños con necesidades especiales en áreas que incluyen habilidades de comunicación. 
Con respecto a los factores demográficos que causan retrasos en el lenguaje, concretamente la pobreza, los cambios en el sistema mejoran el acceso al tratamiento y la terapia para los niños con retrasos en el lenguaje.

### Intervención
La relación entre padres e hijos es bidireccional, lo que significa que los padres tienen una influencia sobre el desarrollo del lenguaje de sus hijos, mientras que el niño tiene una influencia sobre los estilos de comunicación de los padres. Los padres tienen la capacidad de mantener el retraso del lenguaje al ofrecer al niño un entorno no verbal o uno donde su comunicación no pueda ser desafiada. Se observa que los programas y estrategias de intervención son beneficiosos para los niños con una discapacidad del lenguaje específica. Las investigaciones ha detectado que las estrategias de manejo puestas en práctica están influenciadas por el niño y la importante participación de los padres. Es probable que los padres sigan el ejemplo del desarrollo del lenguaje del niño.
Una estrategia de intervención es la intervención naturalista. El niño se encuentra en un entorno natural donde la comunicación es más receptiva, en lugar de ser más directa.